# Bothriophorus atomus
Bothriophorus atomus is een keversoort uit de familie dwergpilkevers (Limnichidae). De wetenschappelijke naam van de soort werd in 1852 gepubliceerd door Étienne Mulsant en Claudius Rey.